# Alfa Romeo Tipo 33
Alfa Romeo Tipo 33 — название серии гоночных автомобилей, созданных с 1967 по 1977 годы департаментом Autodelta итальянской фирмы Alfa Romeo. Эти машины принимали участие в Чемпионате мира спортивных автомобилей, Nordic Challenge Cup, Interserie и Can-Am.
С 33TT12 Alfa Romeo выиграл в 1975 году Чемпионат мира для изготовителей, а с 33SC12 Чемпионат мира спортивных автомобилей 1977 года, заняв первое место во всех восьми гонках чемпионата.

## Tipo 33
Alfa Romeo приступили к разработке Tipo 33 в начале 1960-х годов, а первый автомобиль создан в 1965 году и отправлен в Autodelta для завершения и внесения дополнительных изменений в конструкцию машины. В ней использован четырёхцилиндровый двигатель Alfa Romeo TZ2, но вскоре после этого Autodelta выпустили свой двухлитровый восьмицилиндровый двигатель. Прототип Tipo 33 на 2000 см3 с центральным расположением двигателя дебютировал и победил 12 марта 1967 года на соревновании по хилклаймбингу во Флероне в Бельгии, под управлением Теодоро Зекколи. Первая версия носила название «Перископ», потому что имела характерный воздухозаборник. В дальнейшем модель механизирована до 1995 см3, восьмицилиндрового мотора, 270 л. с. (201 кВт), с трубчатой рамой большого диаметра. Оригинальный Tipo 33 показал себя как ненадежный и неконкурентоспособный в Чемпионате мира среди спорткаров сезона 1967 года, его лучшим результатом было 5 место на 1000 км Нюрбургринга под управлением Зекколи—Буссинелло.

## Tipo 33/2

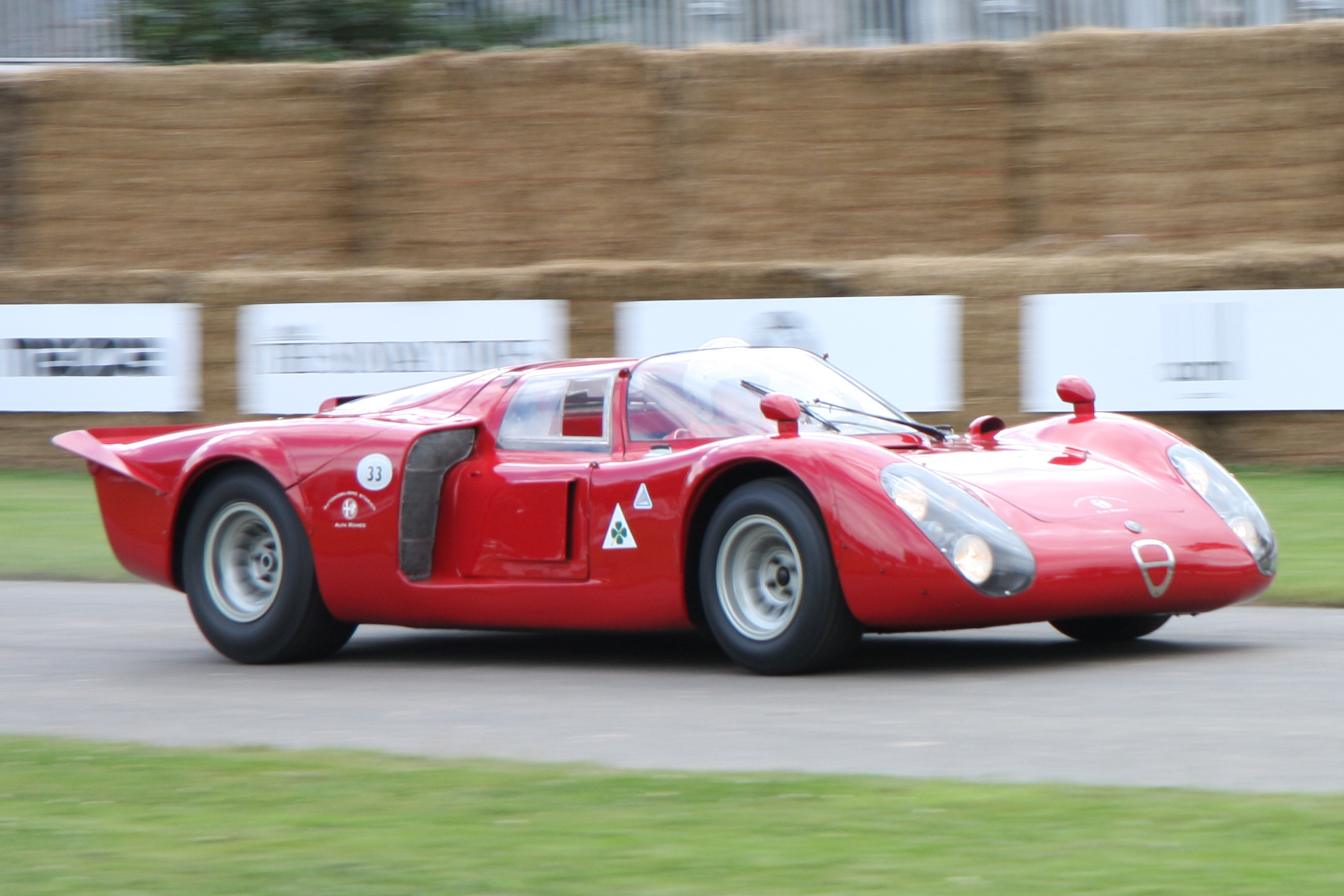
Alfa Romeo Tipo 33/2

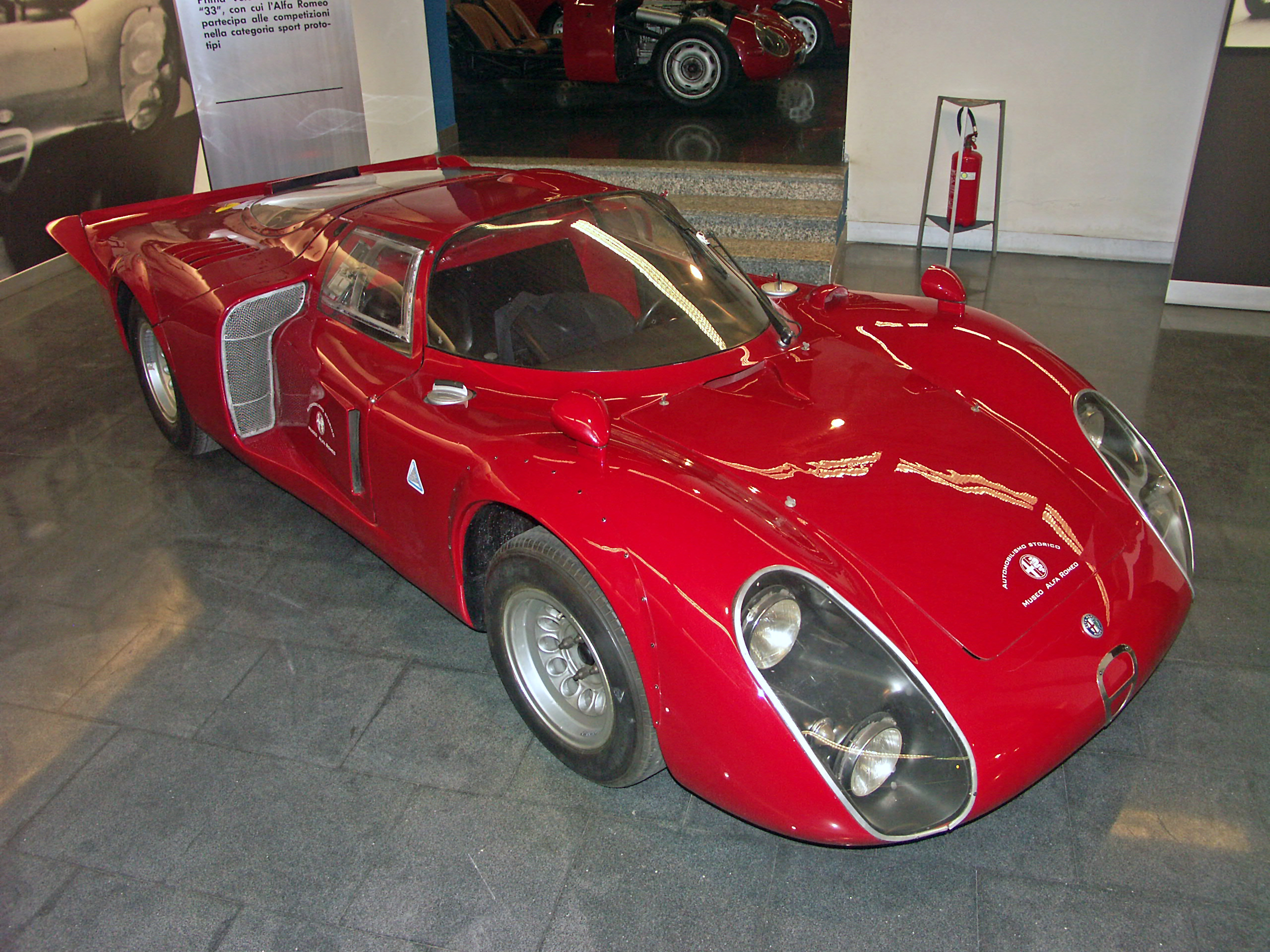
Alfa Romeo Tipo 33/2

В 1968 году Autodelta, дочернее предприятие Alfa Romeo, эволюционировали Tipo 33, создав модель Tipo 33/2, а также дорожную версию, получившую название Alfa Romeo 33 Stradale. В 24 часах Дейтоны (24-часовая гонка на выносливость) все соревнования доминировал Porsche 907 с 2,2 литровым двигателем, но Tipo 33/2, под управлением Удо Шутса и Нино Ваккарелла, взял победу среди автомобилей с 2-литровых двигателями, после чего данную модель стали называть «Дейтона» (англ. Daytona). в 1968 году данная модель использовалась в основном каперами, которые выигрывали на ней 1000 км Монцы, Targa Florio и гонки Нюрбургринга. В конце сезона 1968 года Alfa заняли третье место в международном Чемпионате изготовителей спорткаров. В 1968 году создано всего 28 машин, что позволило Tipo 33/2 отнести к гоночному автомобилю 4 группы.

## Tipo 33/3

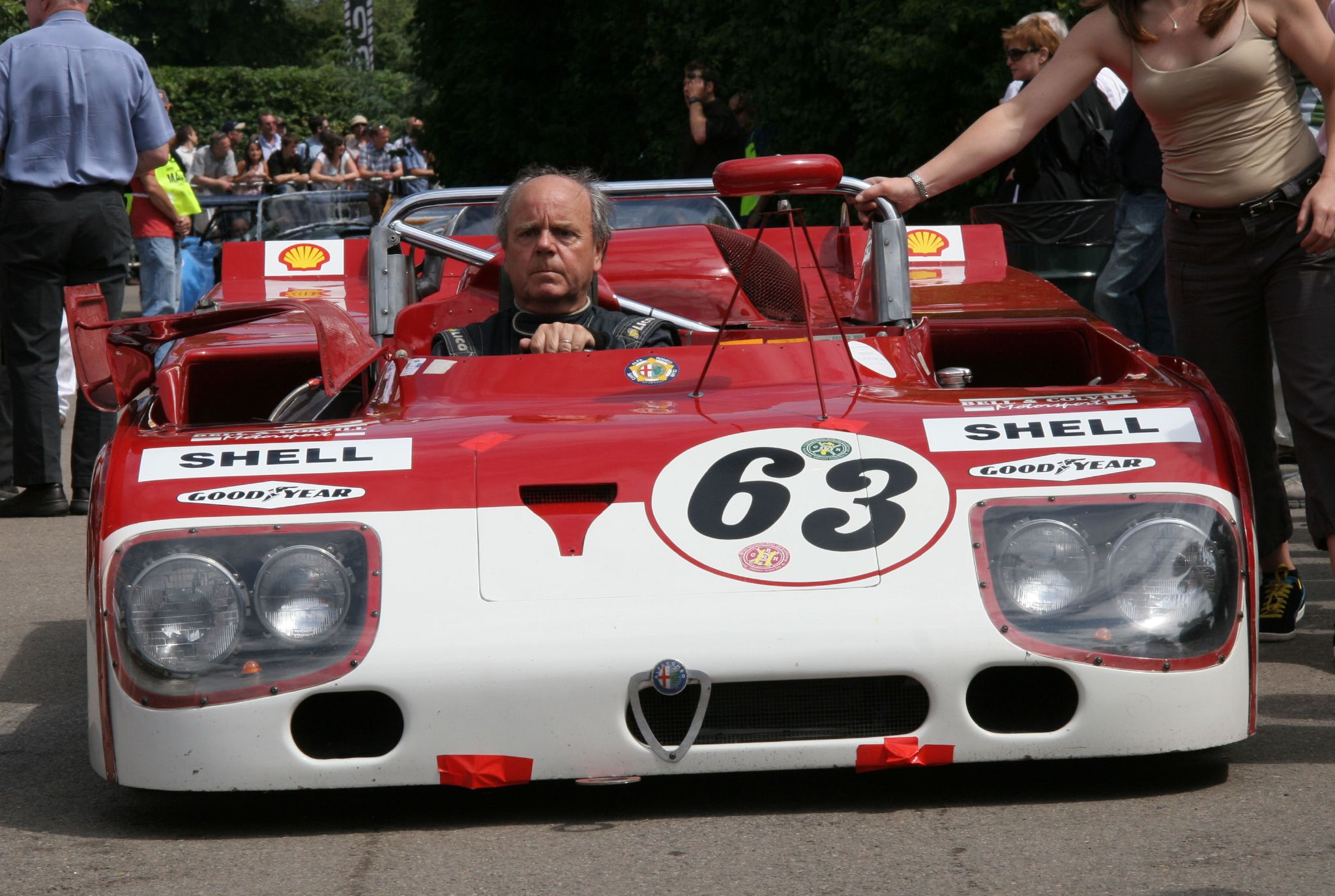
Alfa Romeo Tipo 33/3

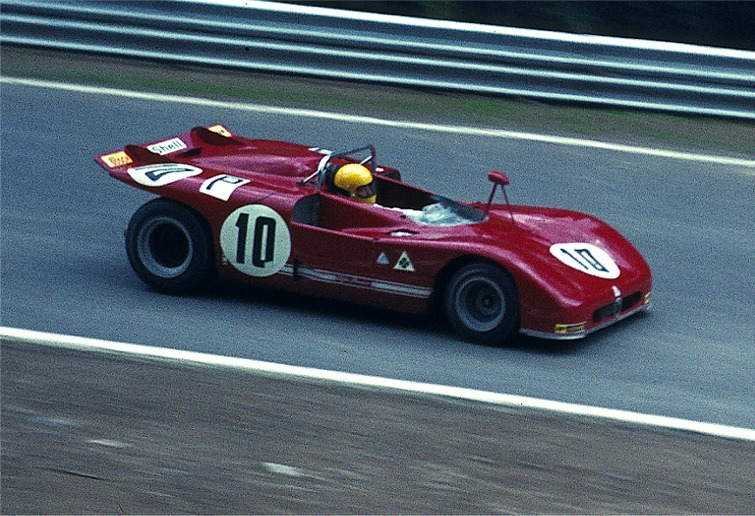
Alfa Romeo Tipo 33/3

Alfa Romeo 33/3 дебютировал на 12 часах Себринга в 1969 году. Двигатель увеличен до 2998 см3 (183ci), 400 л.с. (298 кВт), что поставило Tipo 33/3 в тот же класс, что и Porsche 908 и Ferrari 312P. Для шасси теперь использовалась конструкция монокок. Автомобиль плохо показал себя в Себринге и Alfa не приняли участие в Ле-Мане после смерти Люсьена Бьянки на тренировке. Автомобиль взял пару побед в небольших соревнованиях, но в целом сезон 1969 года не был успешен и Альфа Ромео заняла седьмое место в Чемпионате мира изготовителей спорткаров.
В 1970 году в соревнованиях доминировали 5-литровые Porsche 917 и Ferrari 512, но Тойни Хеземанс и Мастен Грегори заняли третье место в общем зачете на Себринге, а Андреа Де Адамик и Анри Пескароло выиграли в своём классе на 1000 км Цельтвег, Австрия, заняв второе место в общем зачете. Кроме того Alfa Romeo 33/3 участвовал в съёмках фильма Стива Маккуина «Ле-Ман» («англ. Le Mans»), выпущенного в 1971 году.
В 1971 году Alfa Romeo достиг успеха в гонках. Рольф Штоммелен и Нанни Галли одержали победу в своём классе на 1000 км Буэнос-Айреса. Позже Де Адамик и Пескароло выиграли на 1000 км Брендс-Хэтча. Затем они одержали победу в своём классе в Монце и ещё одну в Спа. Хеземанс и Ваккарелла выиграли в своём классе на Цельтвеге, а Де Адамик и Ронни Петерсон в общем зачете на Уоткинс-Глен. Закончил сезон Alfa Romeo заняв второе место на чемпионате.

## Alfa Romeo T33/4
Версия с 4-литровым двигателем выпущена в 1972 и 1974 году в Can-Am Отто Циппером, водителем был Скутер Патрик. Autodelta также участвовал с T33/4 в сезоне 1974 года.

## Tipo 33TT12

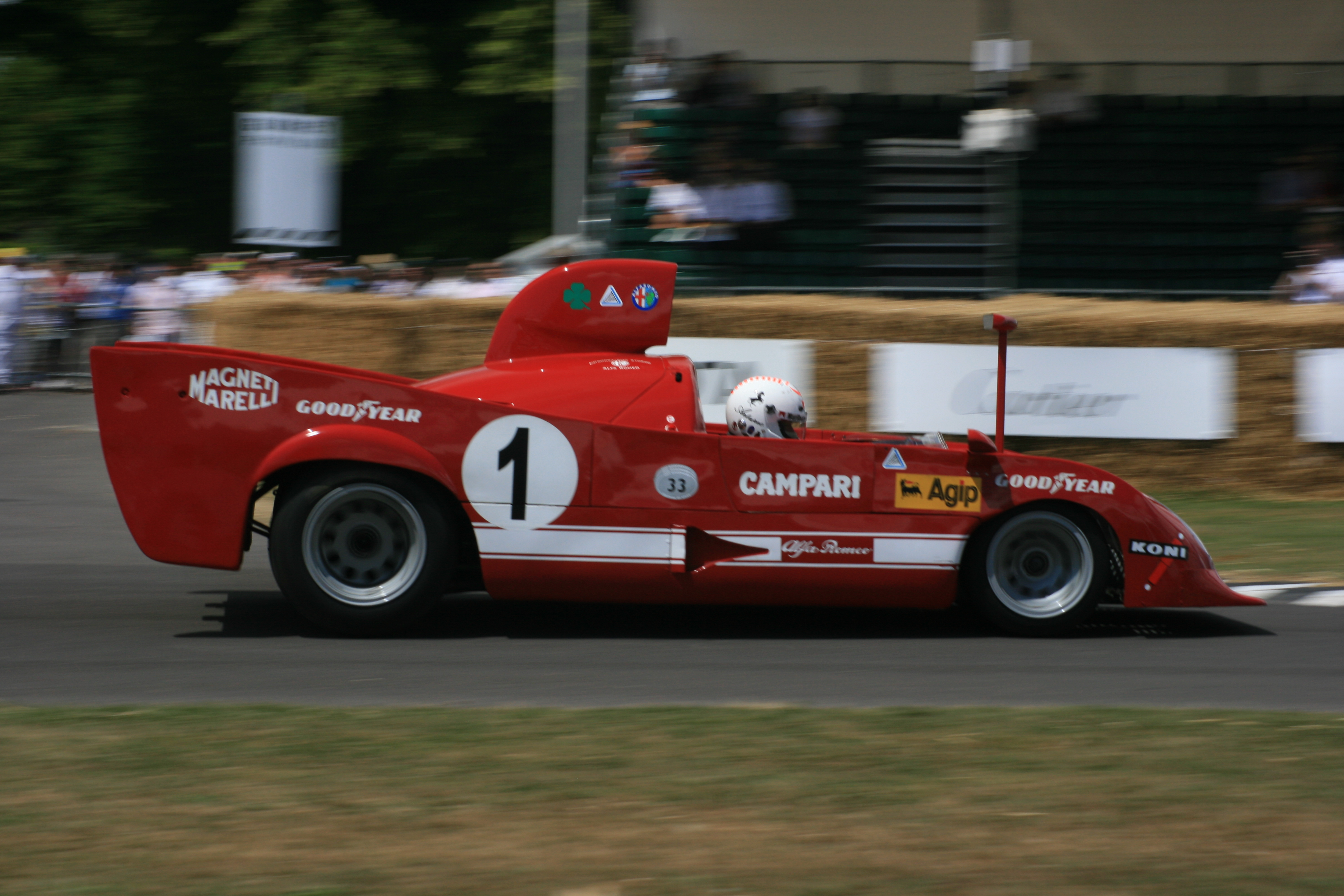
Alfa Romeo Tipo 33TT12

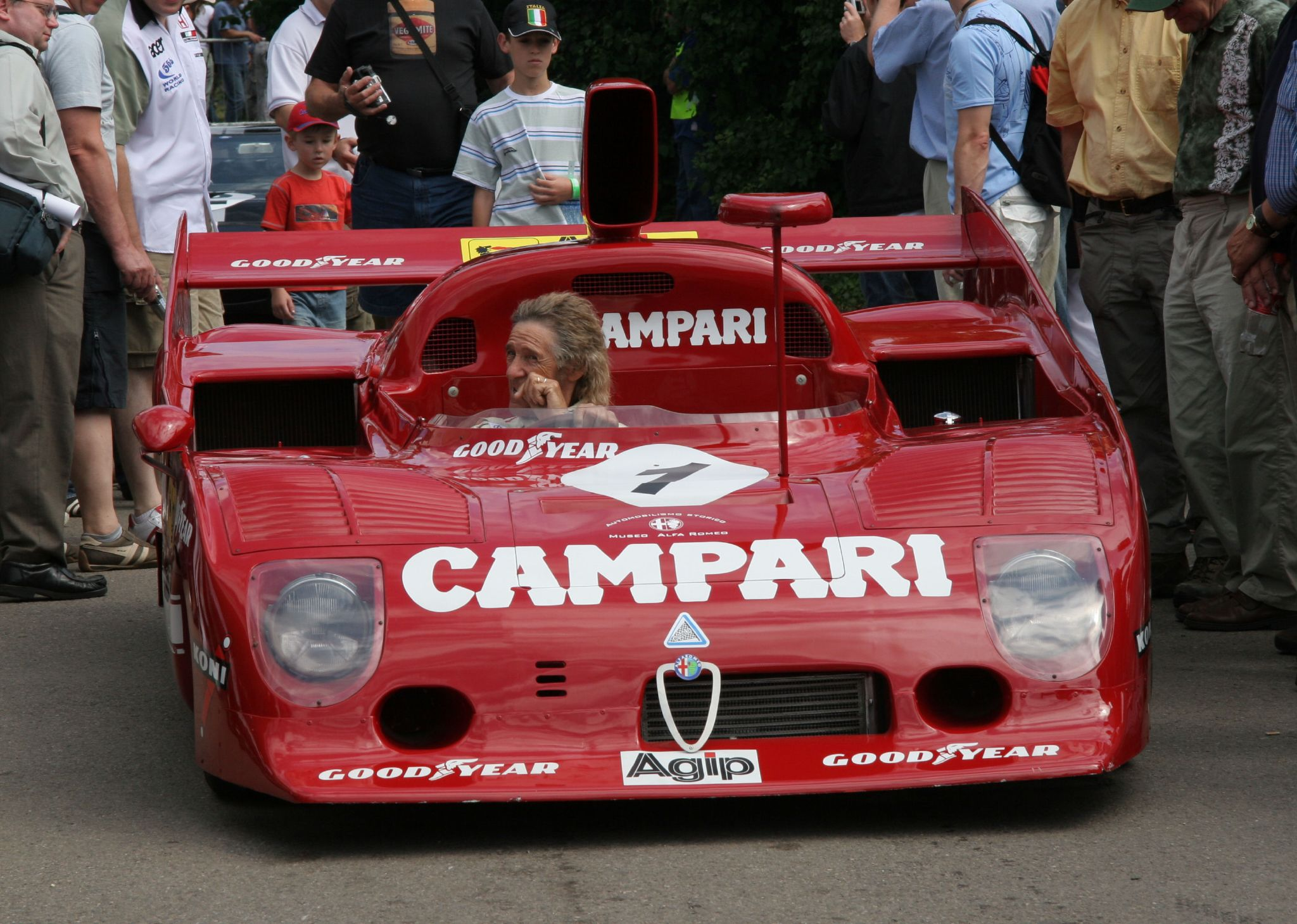
Alfa Romeo Tipo 33TT12

33 ТТ 12 (итал. Telaio Tubolare — трубчатая рама) появился в 1973 году с разработанным Карло Кити 12-цилиндровым 3-литровым двигателем с горизонтально расположенными цилиндрами (500 л. с.). Сезон 1973 года был больше сезоном создания и развития автомобиля, и в 1974 году автомобиль выиграл 1000 км в Монце и закончил сезон с вторым местом в чемпионате. В 1975 году победил в Чемпионате мира изготовителей спорткаров. Автомобиль победил в 7 гонках из 8.

## Tipo 33SC12

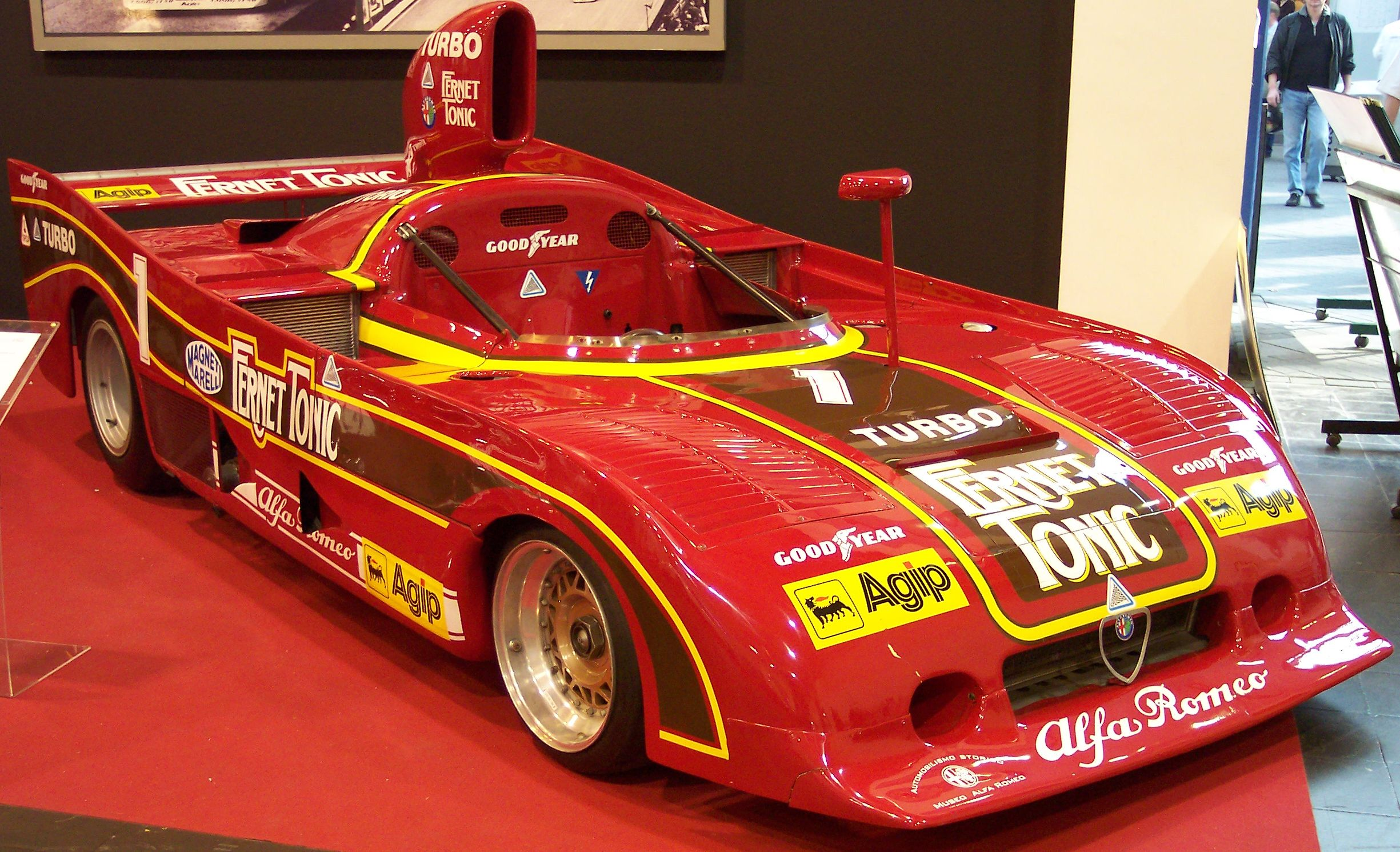
Alfa Romeo Tipo 33SC12

Преемником 33TT12 стал Tipo 33 SC 12, имевший 3-литровый двигатель с оппозитными цилиндрами и «запертой» структурой (отсюда имя «SC» — итал. scatolato — коробчатый) на 520 л. с. (390 кВт). С этой машиной Alfa Romeo принял участие и победил в Чемпионате мира гоночных автомобилей 1977 года. В Зальцбургринге автомобиль достиг средней скорости 203,82 км / ч (126,6 миль в час); в той же гонке Артуро Мерцарио также протестировал 2134 см3 двигатель с двойным турбонаддувом производительностью 640 л. с., придя к финишу вторым на этой машине. В двигателе Alfa Romeo каждый ряд цилиндров оснащён собственным турбокомпрессором; такое решение в дальнейшем использовалось многими производителями гоночных автомобилей.
Плоский 12-цилиндровый двигатель позже использован на Brabham-Alfa BT45, BT46 и Alfa Romeo 177. Принял участие и победил в восьми Мировых Гоночных Чемпионатах, стал Чемпионом мира во второй раз.